# On Your Wedding Day
On Your Wedding Day (hangul: 너의 결혼식; RR: Neoui Gyeolhonsik; lit. Your Wedding), es una película de romance y comedia surcoreana estrenada el 22 de agosto de 2018.

## Sinopsis
Woo-yeon es un hombre que recibe una invitación para asistir a la boda de su primer amor Seung-hee, a quien conoció en la escuela secundaria. Woo-yeon siempre ha estado enamorado de Seung-hee, a quien considera su destino, desafortunadamente para los aspirantes a amantes, el tiempo nunca parece estar a su favor.
La película muestra una historia de amor y amistad de diez años de dos personas desde la adolescencia hasta la edad adulta, desde sus días de escuela secundaria, sus días de universidad, sus búsquedas de empleo, hasta llegar a la vida de la clase trabajadora.

## Personajes

### Personajes principales[5]
- Park Bo-young como Seung-hee, una joven que cree en el amor a primera vista.[6]
- Kim Young-kwang como Woo-yeon, un joven que secretamente está enamorado de Seung-hee y cree que ella es su destino.[7][8]

### Personajes secundarios
- Kang Ki-young como Geun-nam, el amigo de Woo-yeon.
- Ko Kyu-pil como Gu Gong-ja, uno de los amigos de Woo-yeon.
- Jang Sung-bum como uno de los amigos de Woo-yeon.
- Cha Yup como Lee Taek-gi, el líder en la escuela secundaria.
- Seo Eun-soo como Seo Ji-soo, la exnovia de Woo-yeon.[9]
- Bae Hae-sun como la madre de Seung-hee.
- Jun Bae-soo como el padre de Seung-hee.
- Seo Yoon-ah como la esposa de Su-pyo.

### Apariciones especiales
- Ahn Kil-kang como el padre de Woo-yeon.
- So Hee-jung como la madre de Woo-yeon.
- Kim Hyun-sook como Ms. Min.
- Im Hyung-joon como Mr. Bae.
- Ha Joon como el novio de Seung-hee.
- Song Jae-rim como Lee Yoon-geun, un estudiante de último año de la universidad de Seung-hee.
- Shin So-yul como Kim So-jung, amiga de la universidad de Seung-hee.

### Otros personajes
- Kim Sung-bum como el vendedor de piso de ropa para hombres.
- Yoo Hee-je como uno de los miembros del grupo de Taek-gi.
- Yoon Kyung-ho como el detective de la estación de policía.
- Baek Seung-chul como el jefe de la estación de policía.
- Ahn Min-young como el propietario de casa de huéspedes.
- Jang Da-kyung como un fotógrafo.
- Han Chul-woo como un productor de radiodifusión.
- Eum Moon-suk como un jugador del equipo de futbol americano mayor.
- Yoon Kyung-ho como un detective en la comisaría.

## Música
| N.º | Artista (as)  | Canción        |
| --- | ------------- | -------------- |
| 1   | Park Bo-young | "Listen to Me" |

## Premios y nominaciones
| Año  | Categoría                                     | Premio                      | Nominado (a)    | Resultado |
| ---- | --------------------------------------------- | --------------------------- | --------------- | --------- |
| 2019 | Mejor actor revelación                        | 55th Baeksang Arts Award    | Kim Young-kwang | Ganó      |
| 2018 | Actor of the Year Selected by Audience (Film) | 23rd KCA Consumer Day Award | Park Bo-young   | Ganó      |
| 2018 | Estrella popular                              | 39th Blue Dragon Film Award | Kim Young-kwang | Ganó      |
| 2018 | Mejor actriz                                  | 39th Blue Dragon Film Award | Park Bo-young   | Nominada  |
| 2018 | Mejor actor revelación                        | 39th Blue Dragon Film Award | Kim Young-kwang | Nominado  |
| 2018 | Mejor actriz (Film)                           | 2nd Seoul Award             | Park Bo-young   | Nominada  |
| 2018 | Mejor actor revelación (Film)                 | 2nd Seoul Award             | Kim Young-kwang | Nominado  |
| 2018 | Best New Director                             | 55th Grand Bell Award       | Lee Seok-geun   | Nominado  |

## Producción
La película, también conocida como "Your Wedding", es dirigida y escrita por Lee Seok-geun.
La preproducción comenzó en el 2015, protagonizada por Park Bo-young y Kim Young-kwang.
Originalmente el papel principal de Woo-yeon se le había ofrecido al actor Kang Ha-neul, sin embargo declinó la oferta.
Las filmaciones comenzaron el 18 de septiembre del 2017 y finalizaron el 3 de diciembre del mismo año.
El 23 de julio del 2018 se realizó una conferencia de prensa en Seúl con la asistencia del director y las estrellas principales.
El 7 de agosto del mismo año se realizó una conferencia de prensa en Megabox COEX en Seúl, con la asistencia del director y los actores Park Bo-young y Kim Young-kwang.
Contó con la compañía de producción "Filmmaker R & K" y es distribuida por "Megabox Plus M" y "Opus Pictures".

### Raitings
Fue muy bien recibida, atrayendo a 550,000 espectadores en el primer fin de semana (25-26 de agosto) de su lanzamiento, un total de 901,217 espectadores en la primera semana, y obtuvo el puesto #1 en la taquilla. Batió el récord alcanzado por la exitosa película romántica coreana "Architecture 101", la cual atrajo a 716.975 espectadores en la primera semana.
El 5 de septiembre del 2018, se anunció que a 13 días después de su estreno el 22 de agosto, "On Your Wedding Day" había logrado obtener más de 2 millones de espectadores el 3 de septiembre del mismo año, obteniendo una asistencia total de 201,008,596 cinéfilos.

### Distribución internacional
| País           | Fecha de Estreno         |
| -------------- | ------------------------ |
| Estados Unidos | 31 de agosto de 2018     |
| Filipinas      | 19 de septiembre de 2018 |
| Indonesia      | -                        |
| Malasia        | -                        |
| Taiwán         | 14 de septiembre de 2018 |
| Vietnam        | 7 de septiembre de 2018  |

## Adaptaciones

### Webtoon
A finales de junio de 2021 se anunció que la película sería convertida a un webtoon, también se lanzó un póster de la versión en dibujo de "On Your Wedding Day" junto con las palabras "¿Te acuerdas?, ¿Tu primer amor?".

### Películas
El 30 de abril de 2021 se estrenó la película china My Love (你的婚礼), la cual es un remake de la película surcoreana "On Your Wedding Day". La película fue protagonizada por los actores Greg Hsu y Zhang Ruonan.